# Like a Virgin
Like a Virgin — другий студійний альбом американської співачки Мадонни. Випущений 12 листопада 1984 року лейблами Sire і Warner Bros.. Після виходу дебютного альбому, Мадонна хотіла зміцнити своє майбутнє в музичному бізнесі, спираючись на успіх першого альбому. Вона вирішила стати одним з продюсерів, але Warner Bros. не був готовий дати їй свободу творчості, яку вона хотіла. Найл Роджерс був обраний основним продюсером альбому, завдяки своїй роботі з Девідом Боуї.
Альбом був записаний на Power Station Studio в Нью-Йорку в швидкому темпі. Роджерс звернувся за допомогою до своїх колишніх товаришів по гурту Chic: басиста Бернарда Едвардса і ударника Тоні Томпсона; вони з'явилися на кількох композиціях альбому. Роджерс вирішив бути гітаристом, коли Едвардс просив його зробити так в обміні їх допомогою. Джейсон Корсаро, звукорежисер платівки, переконав Роджерса використовувати цифровий запис, нову техніку, введену в той час. Обкладинка і зображення були зняті Стівеном Майзелом.

## Список композицій
Всі пісні спродюсовані Найл Роджерс, окрім «Into the Groove», спродюсованої Мадонною і Стівеном Бреєм.
| #  | Назва                          | Автор                          | Тривалість |
| -- | ------------------------------ | ------------------------------ | ---------- |
| 1. | «Material Girl»                | Пітер Браун, Роберт Ранс       | 4:00       |
| 2. | «Angel»                        | Мадонна, Брей                  | 3:56       |
| 3. | «Like a Virgin»                | Том Келлі, Біллі Стейнберг     | 3:38       |
| 4. | «Over and Over»                | Мадонна, Брей                  | 4:12       |
| 5. | «Love Don't Live Here Anymore» | Майлз Грегорі                  | 4:47       |
| 6. | «Dress You Up»                 | Андреа ЛаРуссо, Пеггі Стензіел | 4:01       |
| 7. | «Shoo-Bee-Doo»                 | Мадонна                        | 5:16       |
| 8. | «Pretender»                    | Мадонна, Брей                  | 4:30       |
| 9. | «Stay»                         | Мадонна, Брей                  | 4:07       |

| Перевидання 1985 року | Перевидання 1985 року | Перевидання 1985 року | Перевидання 1985 року |
| #                     | Назва                 | Автор                 | Тривалість            |
| --------------------- | --------------------- | --------------------- | --------------------- |
| 6.                    | «Into the Groove»     | Мадонна, Брей         | 4:43                  |
| 7.                    | «Dress You Up»        | ЛаРуссо, Стензіел     | 4:01                  |
| 8.                    | «Shoo-Bee-Doo»        | Мадонна               | 5:16                  |
| 9.                    | «Pretender»           | Мадонна, Брей         | 4:30                  |
| 10.                   | «Stay»                | Мадонна, Брей         | 4:07                  |

| Бонус-треки перевидання 2001 року | Бонус-треки перевидання 2001 року      | Бонус-треки перевидання 2001 року | Бонус-треки перевидання 2001 року |
| #                                 | Назва                                  | Автор                             | Тривалість                        |
| --------------------------------- | -------------------------------------- | --------------------------------- | --------------------------------- |
| 10.                               | «Like a Virgin» (Extended Dance Remix) | Келлі, Штейнберг                  | 6:08                              |
| 11.                               | «Material Girl» (Extended Dance Remix) | Браун, Ранс                       | 6:07                              |

## Чарти і сертифікації
| Чарт (1984—1986)                    | Найвища позиція |
| ----------------------------------- | --------------- |
| Australian Albums Chart             | 2               |
| Austrian Albums Chart               | 3               |
| Canadian Albums Chart               | 3               |
| Danish Albums Chart                 | 22              |
| Dutch Albums Chart                  | 1               |
| European Top 100 Albums             | 1               |
| French Albums Chart                 | 5               |
| German Albums Chart                 | 1               |
| Italian Albums Chart                | 1               |
| Japanese Albums Chart               | 2               |
| New Zealand Albums Chart            | 1               |
| Norwegian Albums Chart              | 6               |
| Spanish Albums Chart                | 1               |
| Swedish Albums Chart                | 3               |
| Swiss Albums Chart                  | 3               |
| UK Albums Chart                     | 1               |
| Billboard 200                       | 1               |
| US Billboard Top R&B/Hip-Hop Albums | 10              |

| Country        | Сертифікації | Sales/shipments |
| -------------- | ------------ | --------------- |
| Australia      | 7× Platinum  | 490,000         |
| Canada         | Diamond      | 1,000,000       |
| Finland        | Gold         | 25,000          |
| France         | 2× Platinum  | 800,000         |
| Germany        | 3× Gold      | 750,000         |
| Hong Kong      | Platinum     | 30,000          |
| New Zealand    | 5× Platinum  | 75,000          |
| Spain          | Platinum     | 100,000         |
| Switzerland    | 2× Platinum  | 40,000          |
| United Kingdom | 3×Platinum   | 900,000         |
| United States  | Diamond      | 10,000,000      |